# Дрлевич, Секула
Секула или Секуле Дрлевич (черног. Секула/Секуле Дрљевић; 25 августа [6 сентября] 1884, Равни (Колашин), Муниципалитет Колашин, Княжество Черногория — 10 ноября 1945, Юденбург, Австрия) — черногорский политик, юрист, писатель и коллаборационист. 

## Ранние годы
Секула Дрлевич родился 25 августа (6 сентября) 1884 года в деревне Равни Колашинского муниципалитета Княжества Черногория. Получив начальное образование в деревенской школе, он самостоятельно отправился в Австро-Венгрию, в Сремские Карловцы, чтобы продолжить обучение в местной гимназии. Окончив и это учреждение, Дрлевич поступил в Загребский университет, где получил высшее юридическое образование.
2 апреля 1907 года 25-летний Дрлевич был назначен министром финансов Черногории, что стало началом его политической карьеры. Этот пост он занимал до 24 января 1910 года, потом исполнял обязанности министра юстиции, а с 6 июня 1912 до 25 апреля 1913 года был вновь назначен на должность министра финансов.
На раннем этапе своей карьеры Дрлевич придерживался просербской ориентации, был сторонником военного альянса Черногории и Сербии и даже их возможного объединения в одно государство, создания Великой Сербии. После Первой Балканской войны, когда сербское и черногорское государства получили общую границу, он стал одним из наиболее ярых сторонников военного союза, но черногорские власти во главе с королём Николой I придерживались более осторожной политики в этом направлении. В апреле 1913 года Дрлевич выступил в занятом сербско-черногорскими войсками Шкодере с речью, призывавшей к разгрому Османской империи и воссоединению балканских славян, созданию «большого сербского государства».
Первую мировую войну Дрлевич, как и другие радикальные черногорские политики, воспринял как шанс общими усилиями разбить Австро-Венгрию и возвратить Сербии территории Боснии и Герцеговины, на территории которых проживало сербское большинство. В военное время, до начала оккупации Черногории войсками Центральных держав, он выступал с призывами к солидарности по отношению к сербам, восприятию Сербского королевства как своего собственного. Оккупация началась в январе 1916 года: как и другие политики, отказавшиеся сотрудничать с австрийцами, Дрлевич, отказавшийся от бегства из государства и осудивший за это короля Николу I, был арестован и интернирован в специальную тюрьму. Здесь он не отступил от своих намерений, пропагандируя среди других интернированных сербов и черногорцев идею единства обоих народов.

## В Югославии
После окончания войны сербское правительство позаботилось об освобождении Дрлевича, и он прибыл в Белград, где получил портфель министра юстиции в правительстве Стояна Протича. Однако спустя три месяца разочарованный Дрлевич вышел в отставку: он рассчитывал на более высокий пост. В апреле 1919 года он занялся юридической практикой в одном из районов Белграда и несколько отошел от политики.
Вскоре политические взгляды Дрлевича начали резко меняться. Курс на централизацию государства, которого придерживалось новообразованное КСХС, его не устраивал, и в 1922 году бывший министр юстиции сформировал и возглавил Черногорскую Федералистскую партию, главной целью которой была децентрализация и установление равноправия в Югославии. Эта партия не получила большой поддержки во время выборов 1923 года, но, тем не менее, она стала одной из тех политических сил, благодаря которым в 1925 году удалось создать совместный сербско-хорватско-словенский парламент.
На свой страх и риск Дрлевич тайно поддерживал Черногорскую армию в изгнании (сторонников незаконно отстраненного от власти Николы I) и партизанский «зеленый» режим на территории Черногории, направленный на борьбу с сербской королевской властью. В югославском парламенте он и его сторонники поддерживали крупную Хорватскую крестьянскую партию во главе со Степаном Радичем. В открытых выступлениях он призывал югославские власти к большему уделению внимания Черногории и её проблемам, усиленному вложению инвестиций в этот регион. Все это постепенно изменило отношение руководства страны к Дрлевичу, и с подачи Белграда он был представлен как сепаратист, предатель, сторонник распада Югославии и хорватский пособник. Во время посещения Колашина он едва не погиб в результате покушения от руки подосланного полицией Блажи Бошковича.
В 1929 году король Александр I Карагеоргиевич ввел в стране военную диктатуру, официально сменив название страны на «Югославия». Через год Дрлевич был вновь заподозрен в сепаратизме и интернирован, но вскоре освобожден после обещания сменить политическую ориентацию. После убийства Александра I в 1934 году в Марселе он, тем не менее, возвратился к сепаратистской деятельности. Так, во второй половине 1930-х годов Дрлевичем и его соратниками, такими как Новика Радович, была провозглашена теория того, что черногорцы являются «истинными, чистыми сербами», а югославские сербы — всего лишь ассимилянтами, смешавшимися с хорватами, боснийцами и другими народами.

## Вторая мировая война

### Премьер-министр Черногории
6 апреля 1941 года германские и итальянские войска вторглись на территорию Югославии, и к середине апреля Черногория уже была занята итальянцами. 17 апреля Дрлевич, как лидер черногорских сепаратистов в Югославии, основал Временный административный комитет Черногории — орган власти, подчиняющийся итальянской оккупационной администрации. 5 мая Временный комитет был переформирован в Черногорский совет. Главной функцией Черногорского совета было всякое содействие оккупационным властям, а также частичный контроль над полунезависимым черногорским государством.
Вопреки планам хорватского поглавника Анте Павелича и албанского правительства, стремившихся к разделу Черногории между Албанским королевством и Независимым государством Хорватия, Муссолини дал разрешение на образование марионеточного Королевства Черногории в прежних черногорских границах. Этому немало поспособствовал и итальянский король Виктор Эммануил III, чья супруга, Елена Черногорская, была дочерью покойного короля Николы I. Однако другие потомки черногорского короля: внук Михаил Петрович Негош и двое русских князей, Р. П. Романов и Н. Р. Романов, отказались от претензий на трон и сотрудничества с итальянцами. Оставалось одно: передать Черногорию под управление итальянской администрации.
От идеи «великой Черногории» Дрлевичу пришлось сразу отказаться: соседняя Герцеговина принадлежала усташеской Хорватии, а королевство Албания и вовсе удерживало небольшой участок бывших черногорских земель, а также Метохию. Таким образом, Черногория, окруженная такими же, как и она сама, государствами-сателлитами, не могла претендовать ни на какое расширение. Единственной территорией, которую удалось присоединить к Черногорскому королевству, была часть сербского Санджака.
12 июля 1941 года Дрлевич прибыл в Цетине, столицу Черногории, где в монастыре Святого Петра объявил о восстановлении королевства Черногория под протекторатом Италии и о своем назначении премьер-министром Черногории. Но руководить правительством в этот раз ему довелось менее суток: местные четники подняли ряд восстаний в пределах Черногории, протестуя против сепаратистских настроений в Черногории. Это спровоцировало кратковременную гражданскую войну между коллаборационистами и итальянскими войсками с одной стороны и четниками и партизанами — с другой, продолжавшуюся несколько месяцев. В октябре 1943 года итальянская администрация поняла, что Дрлевич, по сути, не имеет никакой значительной поддержки среди черногорцев, и его дальнейшее занятие поста премьер-министра бесполезно: марионеточное правительство потеряло контроль над страной, а четники продолжали заниматься повстанческой деятельностью. В связи с этим администрация Дрлевича была распущена, а сам премьер-министр отправлен под арест в Сан-Ремо и лишен возможности покидать территорию Италии.

### В Хорватии
Воспользовавшись своими связями с хорватским усташеским руководством, Дрлевич сумел добраться до Земуна, занятого хорватскими частями, и переправился в Хорватию, где предпринял попытку создания новых вооруженных формирований из черногорцев. С незначительным успехом он, вновь прибыв в Черногорию, пытался координировать действия малочисленных черногорских сепаратистских войск, сражавшихся с партизанами в Которской провинции.
В 1944 году в Хорватии Дрлевич сформировал своеобразное правительство в изгнании — Государственный совет Черногории. Кроме того, усташи предоставили ему место жительства, гарантированное политическое убежище и обеспечили работу в ставке хорватского поглавника Анте Павелича. В том же году в Загребе им была издана брошюра «Кто сербы?», где Дрлевич представил югославских сербов как выродившийся народ, имеющий цель подчинить себе все народы Балкан, и сравнил их с евреями. Пытался он проявить активность и в религиозном вопросе, задавшись целью создать Черногорскую православную церковь, но эта идея успехом не увенчалась, не найдя поддержки в обществе.
15 февраля 1945 года партизанский суд в Югославии заочно приговорил Дрлевича к смертной казни как предателя сербского народа, коллаборациониста и противника партизанской борьбы в оккупированной Черногории. 24 февраля этот приговор был утвержден и хорватской комиссией, присовокупившей к списку преступлений сотрудничество с усташами.

## Последний год
В феврале 1945 года Дрлевичу удалось установить тесный контакт с четницким лидером Павле Дуришичем, который командовал частями четников, оторвавшихся от основных сил Дражи Михайловича и бежавших в Боснию. 22 марта в Добое было достигнуто соглашение, по которому Дрлевич вставал во главе вооруженных формирований четников численностью 8 000 человек, провозглашенных Черногорской Народной армией. Долго этой армии продержаться не удалось: уже в середине апреля часть её была разбита, часть — разоружена, а часть бежала на территорию Германии.
По пути в южную Германию Дрлевич и его супруга остановились в отеле в австрийском Юденбурге. Там же оба были убиты 10 ноября 1945 года: им перерезали горло. По версии историка Йозо Томашевича, это сделала так называемая «чёрная тройка» из группы четников — бывших сторонников Павле Джуришича. По версии историка Гая Уолтерса, к этому могли быть причастны трое агентов югославских спецслужб. Иногда называются их имена — Вазо Яньич (сербохорв. Vaso Janjić), Войин Джогаз (сербохорв. Vojin Džogaz) и Васо Стеванчевич (сербохорв. Vaso Stevančević), однако явных подтверждений этому нет. Также называются другие места смерти Дрлевича и утверждается о причастности движения четников к его убийству.

## Редакторгимна Черногории
Фактически, главным политическим достижением Дрлевича было то, что в 1937 году он изменил слова популярной черногорской народной песни и черногорского гимна «Oj, svijetla majska zoro» (О, светлая майская заря!), убрав из него слова, намекающие на родство черногорцев с сербами: Једина си за слободу, Ти остала српском роду…. Обновленная версия гимна была опубликована в 1944 году под названием «Vječna naša» (Вечная наша…).
Через 60 лет, после получения Черногорией независимости, 12 июля 2004 года правящая «Демократическая партия социалистов Черногории» под руководством Мило Джукановича утвердила стихи Дрлевича в качестве национального гимна Черногории, лишь слегка изменив слова.